# Parco naturale lombardo della Valle del Ticino
Il parco naturale lombardo della Valle del Ticino è un'area naturale protetta istituita il 9 gennaio 1974. È stato il primo parco regionale italiano ad essere istituito nonché il primo parco fluviale europeo. È situato lungo le rive del fiume Ticino, interamente in Lombardia, e interessa le province di Milano, formando una cintura verde intorno alla città, Pavia e Varese, in un'area di 91.410 ettari compresa tra il Lago Maggiore ed il Po. La sede istituzionale e degli uffici tecnici ed amministrativi dell'ente che gestisce il parco si trova a Magenta, in località Ponte Vecchio.
Il parco confina con il parco naturale della Valle del Ticino, in Piemonte, creato nel 1978. Nel 2022 i due parchi fluviali, insieme al parco nazionale della Val Grande e al parco regionale Campo dei Fiori, sono stati inclusi dall'UNESCO nella Rete mondiale di riserve della biosfera. Si è quindi creata la Riserva della Biosfera Ticino Val Grande Verbano, che copre un territorio di oltre 3.320 km² tra Lombardia e Piemonte, dalle alpi alla foce del Ticino nel Po, estendendosi, a nord, fino al confine con la Svizzera .

## Comuni
Al parco naturale lombardo della Valle del Ticino appartengono 47 comuni:

### Provincia di Varese
Arsago Seprio, Besnate, Cardano al Campo, Casorate Sempione, Ferno, Gallarate, Golasecca, Lonate Pozzolo, Samarate, Sesto Calende, Somma Lombardo, Vergiate, Vizzola Ticino.

### Città metropolitana di Milano
Abbiategrasso, Bernate Ticino, Besate, Boffalora sopra Ticino, Buscate, Cassinetta di Lugagnano, Castano Primo, Cuggiono, Magenta, Morimondo, Motta Visconti, Nosate, Ozzero, Robecchetto con Induno, Robecco sul Naviglio, Turbigo, Vanzaghello.

### Provincia di Pavia
Bereguardo, Borgo San Siro, Carbonara al Ticino, Cassolnovo, Gambolò, Garlasco, Gropello Cairoli, Linarolo, Mezzanino, Pavia, San Martino Siccomario, Torre d'Isola, Travacò Siccomario, Valle Salimbene, Vigevano, Villanova d'Ardenghi, Zerbolò.

## Geomorfologia
Il Ticino nasce in Svizzera da due sorgentiː la principale si trova sul Passo della Novena, a circa 2.480 metri, mentre la seconda si trova nelle vicinanze dell'Ospizio di San Gottardo (Passo del San Gottardo). Da qui il fiume prosegue in territorio svizzero fino alla foce della Piana di Magadino, dove sfocia nel Lago Maggiore. Uscito dal Lago Maggiore, nei pressi di Sesto Calende, il Ticino attraversa l'intera pianura lombarda, creando una propria valle, per poi sfociare nel Po a pochi chilometri a sud di Pavia, presso il Ponte della Becca. Il territorio del Ticino a valle del Lago Maggiore può essere geomorfologicamente e naturalisticamente suddiviso in cinque diverse zone: l'anfiteatro delle colline moreniche, l'altopiano secco, l'area di alta pianura, la pianura irrigua che comprende la fascia dei fontanili e infine la valle del fiume propriamente detto. Ognuna di queste aree ha una diversa altitudine. Dal Lago Maggiore a Somma Lombardo, il Ticino scorre formando meandri inseriti in profonde gole, scavate nei depositi morenici. Da Somma Lombardo a Motta Visconti il fiume cambia fisionomia: il letto del fiume si allarga per coprire una larghezza di circa tre chilometri, formando numerose isole di ghiaia o sabbia. Da Motta Visconti a Pavia e alla sua foce nel Po, infine, il letto del fiume diventa più regolare e il fiume diventa più profondo e navigabile.

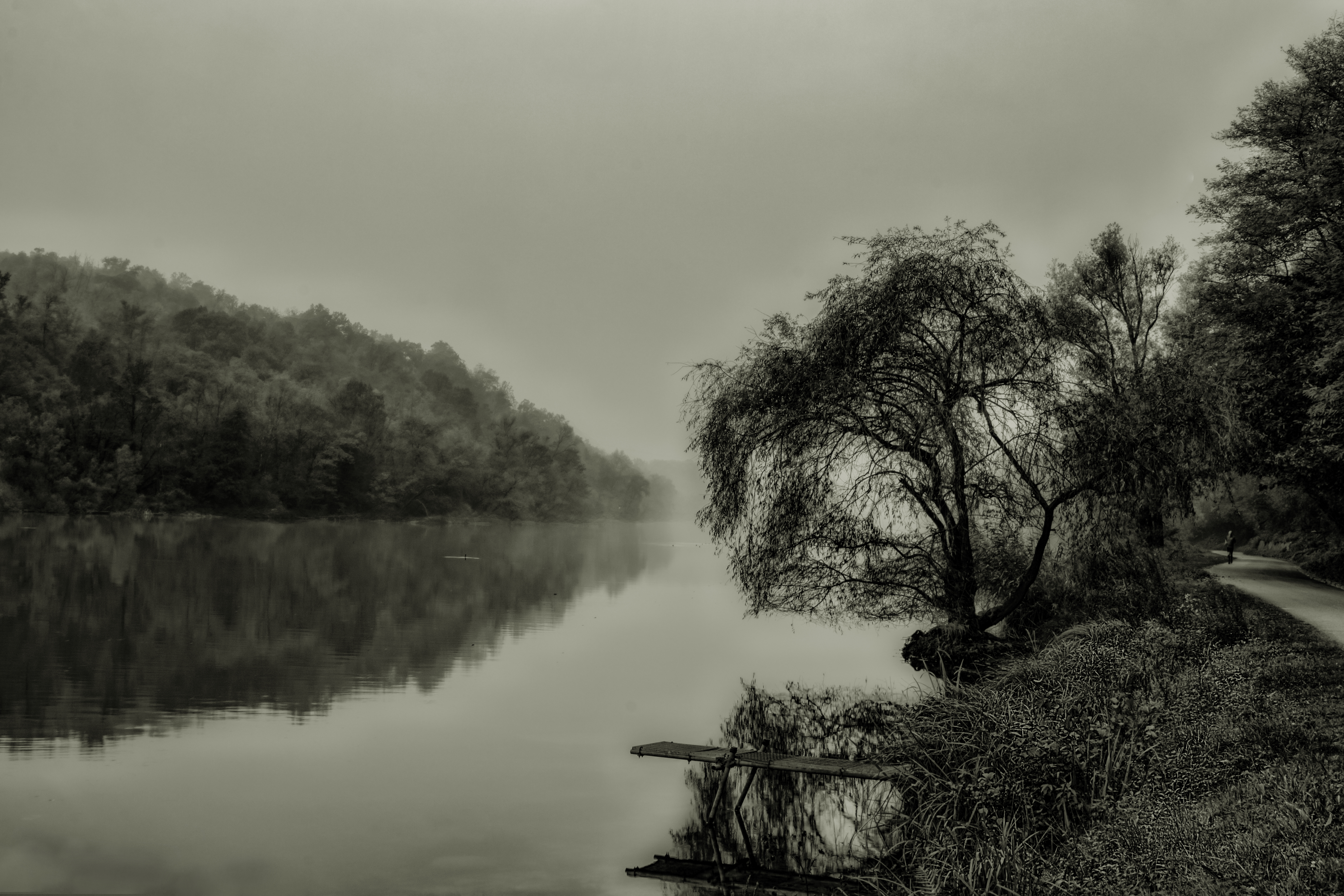
Il Ticino a Golasecca nella parte settentrionale del parco
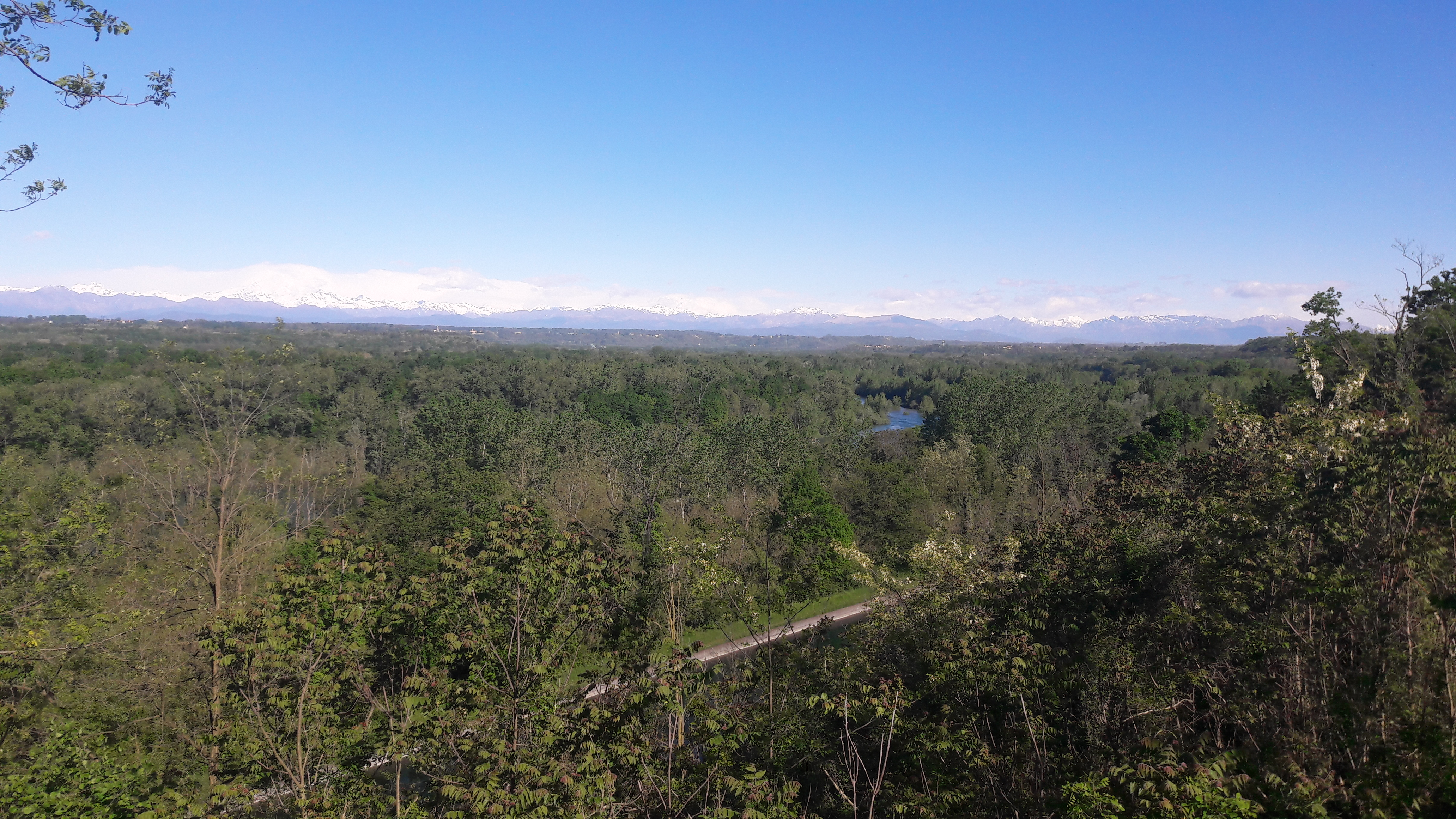
La valle del Ticino con sullo sfondo le Alpi
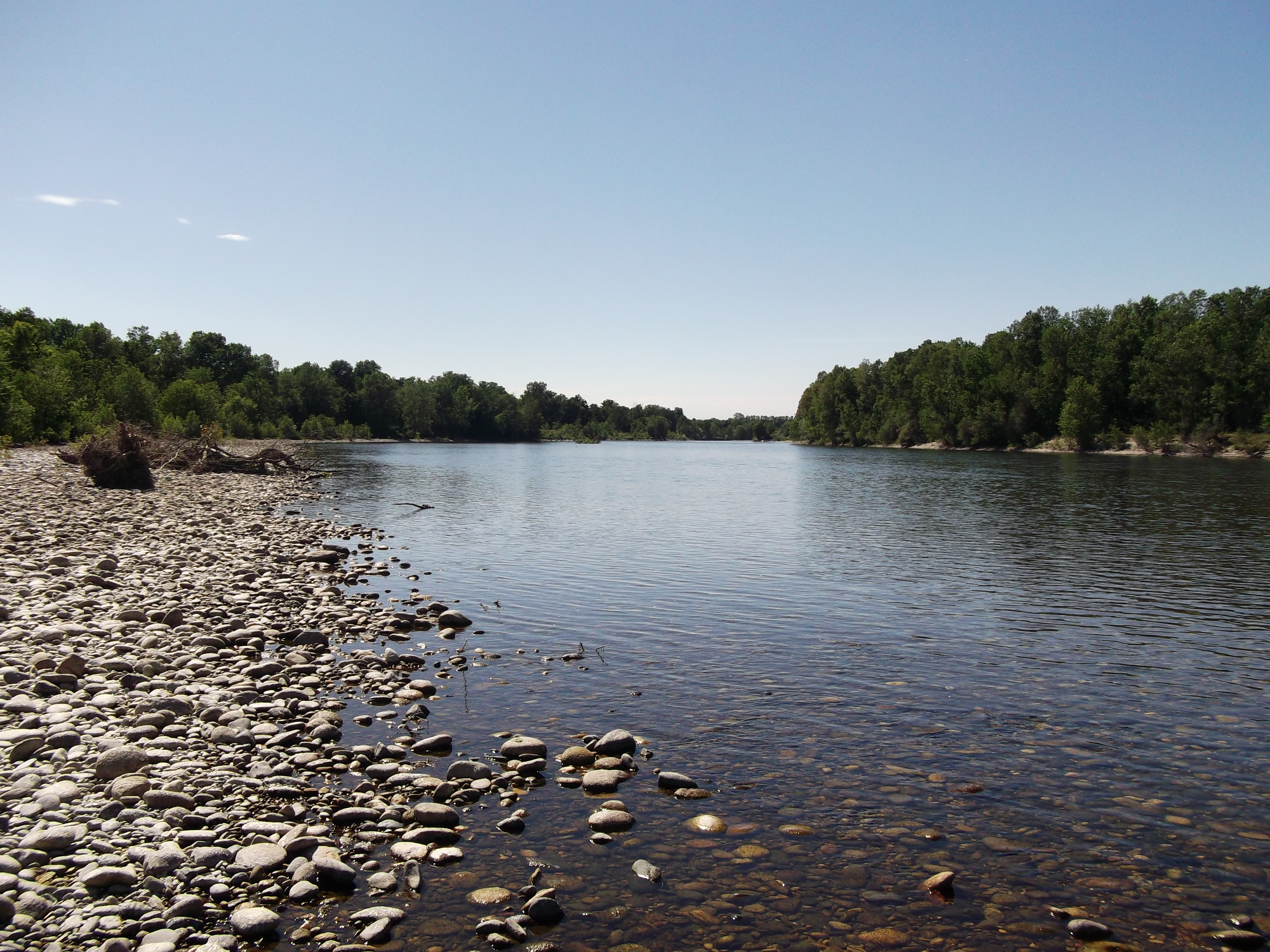
Il Ticino a Motta Visconti
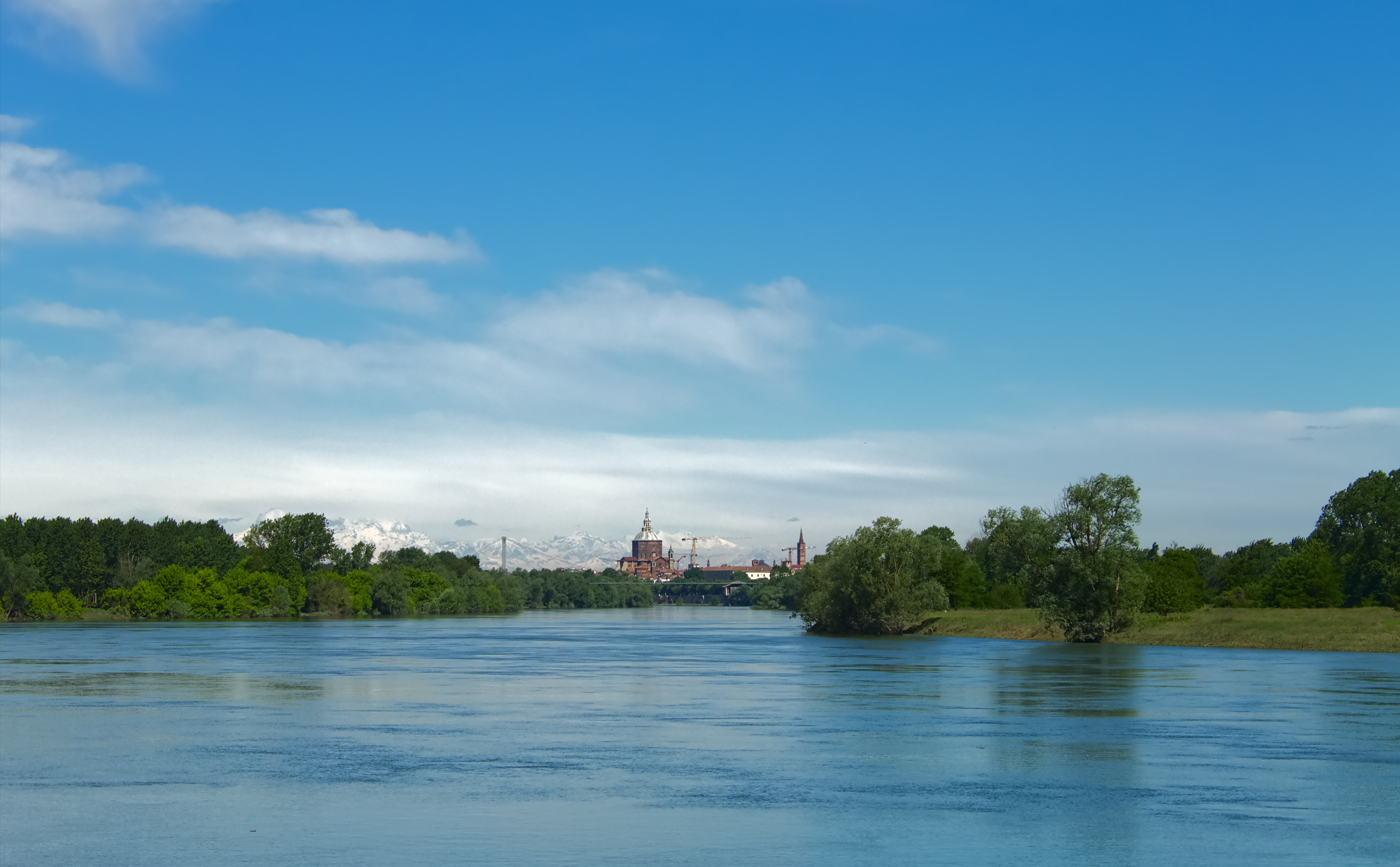
Il Ticino a sud di Pavia

## Ecosistema
La Valle del Ticino è un mosaico di ambienti naturali, rappresentati dal fiume e da un articolato sistema di zone umide laterali, prati aridi, brughiere, foreste planiziali e paesaggi agricoli tradizionali che rappresentano ecosistemi seminaturali tipici, tra i quali spiccano in particolare le risaie, di grande importanza per gli uccelli acquatici (nidificanti e migratori) e le praterie acquatiche. L'estensione e la complessità di questi ecosistemi, unici nel contesto di generale impoverimento della Pianura Padana, fa si che essi non solo siano serbatoi di biodiversità, ma anche corridoi naturali e aree di sosta che facilitano l'espansione territoriale e la migrazione delle specie animali e vegetali, rendendo così il Ticino il più importante passaggio ecologico tra le Alpi e l'Appennino, anello essenziale di collegamento biologico tra l'Europa continentale, il bacino del Mediterraneo e l'Africa.
Il Parco del Ticino si trova, infatti, lungo le rotte migratorie che ogni anno vengono percorse dagli uccelli che dall'Africa settentrionale si dirigono in Europa e viceversa, ma l'area protetta è anche una delle più importanti zone umide interne italiane, fondamentale per lo svernamento di molte specie di uccelli acquatici e habitat di molti anfibi, tra cui il Pelobates fuscus, specie a rischio di estinzione, che ha nel Parco la popolazione più importante del mondo.
Gli ambienti forestali presenti nell'area protetta comprendono le foreste di ontano, salice, pioppo, castagno e pino silvestre, ma tra le tipologie di bosco che più caratterizzano il paesaggio della Valle del Ticino spiccano soprattutto i boschi di farnie, ancora ben conservati e dotati del loro originario corredo di specie erbacee e arbustive. Queste foreste costituiscono l'habitat di numerose specie animali, ormai rare nella pianura Lombarda. Alcune presenti da sempre, altre reintrodotte solo di recente: la martora, il picchio nero e l'astóre; altre sono più conosciute come il capriolo (reinserito nel 1991) lo scoiattolo rosso, il tasso, il picchio rosso minore e maggiore, la cinciallegra, il picchio muratore e il rampichino comune; tra gli Anfibi la rana dalmatina, la rana lataste e il già citato Pelobates fuscus.
Di particolare importanza è anche la vegetazione che copre le rive del Ticino, fomata da salici, pioppi, ontani e, più lontano dal fiume, boschi di olmi e querce. Il Ticino è probabilmente l'ultimo fiume dell'Europa meridionale ad aver mantenuto per quasi tutto il suo percorso rive naturali e non modificate dall'intervento umano. Questi boschi sono il regno indiscusso degli aironi, identificabili dai visitatori per le loro inconfondibili forme, le specie più grandi sono l'airone cenerino e l'airone bianco maggiore, seguite dall'airone rosso, dalla nitticora e dalla garzetta. Durante il periodo di nidificazione molti Aironi preferiscono raggrupparsi in colonie, aironi sui rami più alti di salici e pioppi; nel Parco se ne contano una decina, alcuni di interesse internazionale. La presenza degli aironi è legata anche alla ricca fauna ittica che vive nel fiume e nei corsi d'acqua che attraversano il territorio del Parco. Tra le specie più pregiate ricordiamo il Salmo marmoratus (un tempo re di questo fiume), il pigo e lo storione cobice, oggetto anche di numerosi progetti finalizzati alla loro conservazione.
Sebbene l'acqua abbondi in quasi tutti ecosistemi del Parco, in altre aree essa è molto scarsa, come, paradossalmente, nel greto del fiume (caratterizzato da suoli molto drenanti) e, nella parte più settentrionale del parco, nei cosiddetti prati secchi e nelle brughiere. Questi ambienti ospitano boscaglie di cerri, roverelle e ginepro comune, oltre a una flora di grande interesse che comprende orchidee spontanee, la bellissima Pulsatilla primaverile, con petali color violetta, oltre a tappeti di serpillo e garofanino certosino, che in estate divengono l'habitat di molte specie di farfalle diurne. I greti ricchi di ciottoli sono vengono sfruttati per la nidificazione di tre specie di uccelli ormai quasi estinti nel resto d'Europaː la sterna comune, il fraticello e l'occhione comune, recentemente tornato a riprodursi all'interno del parco dopo un lungo periodo di assenza. Le brughiere del Parco, in particolare quelle che circondano l'Aeroporto di Milano Malpensa, hanno caratteristiche molto peculiari e ospitano una ricca fauna, tra cui 230 specie di uccelli rari e protetti, come il succiacapre e l'averla piccola, due rari rapaci, il biancone e il gheppio comune, nonché Coenonympha oedippus, la farfalla europea a maggior rischio di estinzione.
L'agricoltura ricopre un ruolo fondamentale all'interno del parco: su una superficie totale di circa 90.000 ettari, più di 50.000 sono infatti coltivati. Questi semplici dati sono estremamente significativi perché aiutano a comprendere l'enorme impatto dell'agricoltura sul paesaggio, sull'ambiente, nonché sui valori "sociali" del Parco, come cultura, storia e tradizioni.

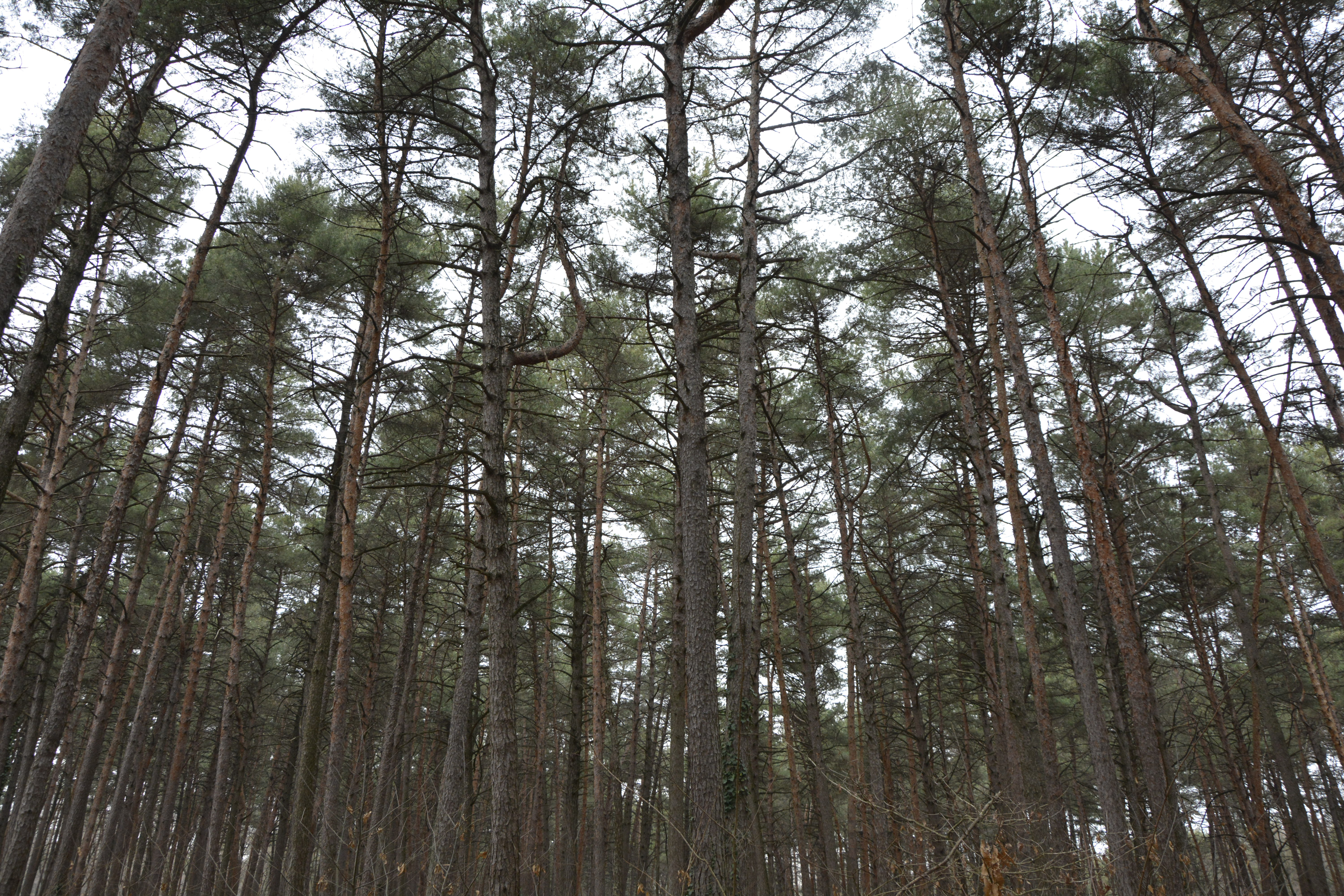
Bosco di pino silvestre nella parte settentrionale del parco
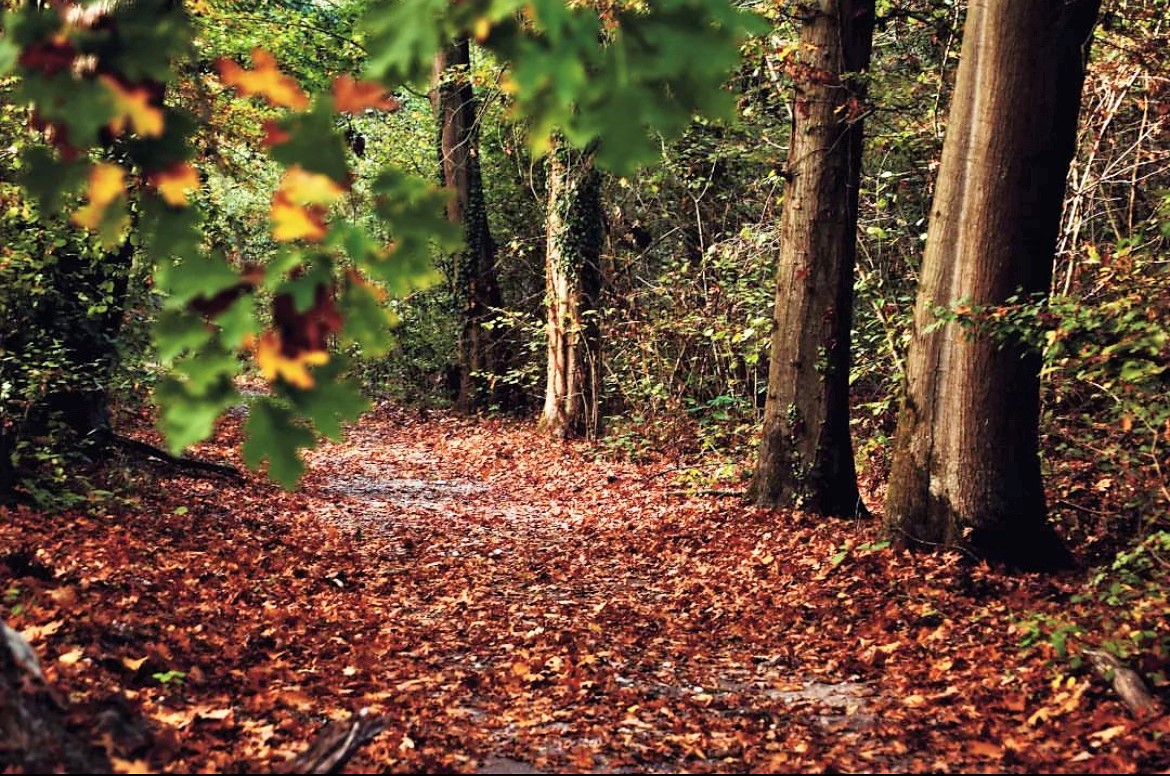
Bosco di farnia nella parte meridionale del parco
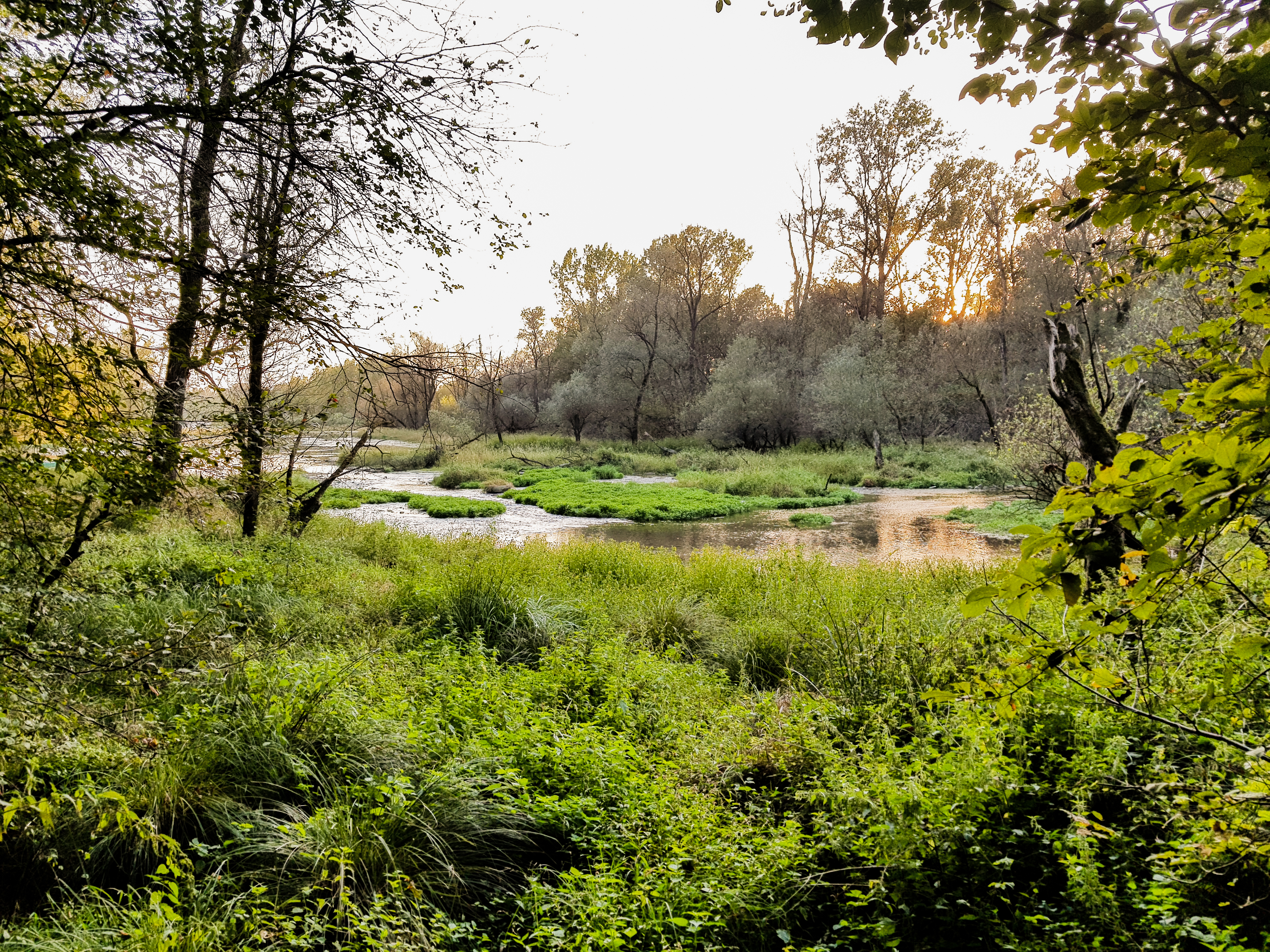
Lanca a Bernate Ticino
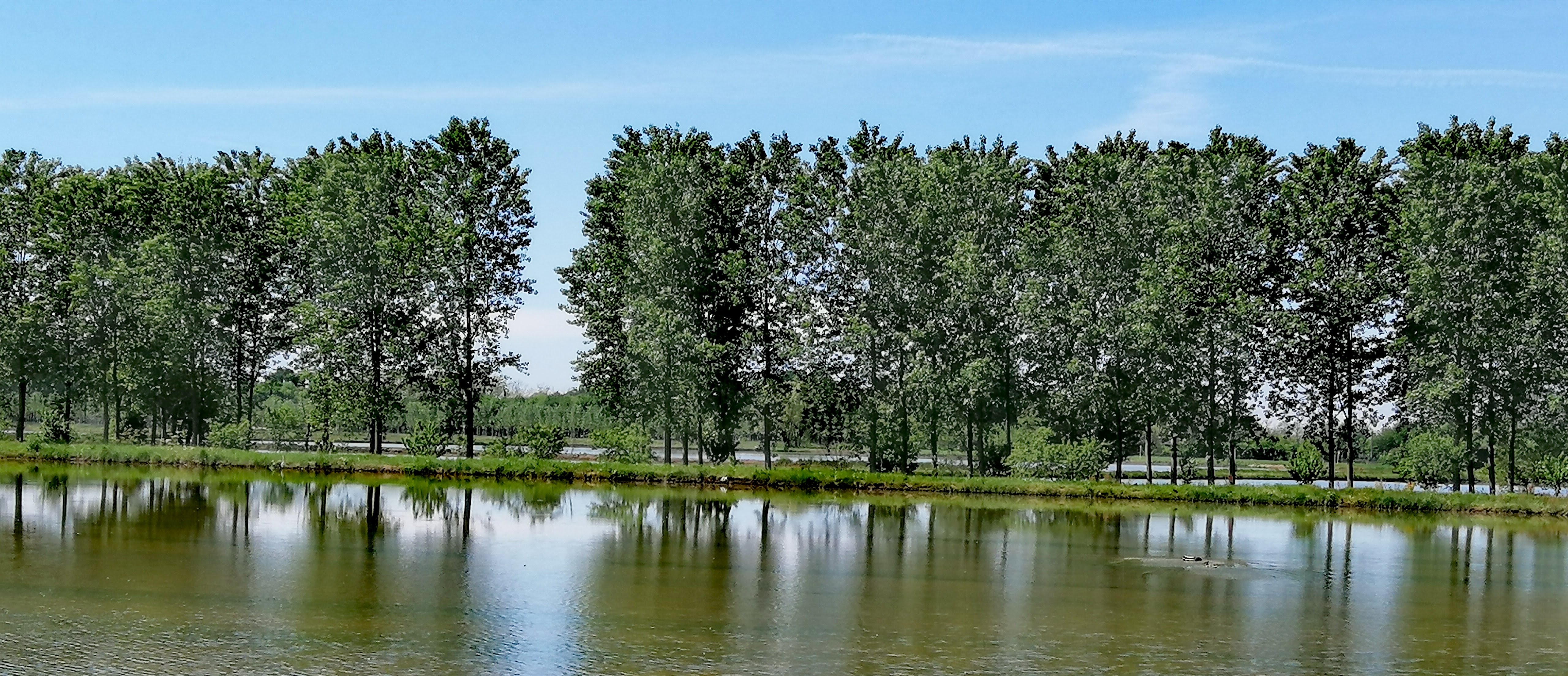
Risaia a Besate

## Flora
La maggior parte del territorio è occupata da boschi ricchi di latifoglie. I boschi del parco sono l'ultima e più importante area forestale della pianura padana. Le foreste coprono complessivamente circa 20.000 ettari e, per continuità ed estensione, rappresentano un'eccellenza territoriale. Tuttavia, sempre all'interno del parco, in alcune aree forestali si presenta una preoccupante diffusione di essenze alloctone, alcune delle quali, come la robinia, introdotte negli ultimi due secoli.
I boschi del parco non sono del tutto uniformi e sono formati da essenze diverse in base al variare della geomorfologia del territorio della Valle del Ticino. Nella zona più a nord, tra il lago e la zona di Somma Lombardo, caratterizzata da piccole colline moreniche, dominano i boschi di castagno, alternati a boschi di pino silvestre (generalmente posti in cima alle colline), ma anche la farnia e il rovere sono molto diffusi. Esistono anche forme di degrado dovute alla forte presenza di alberi provenienti dal Nord America, come la robinia e il prunus serotina.
Più a sud, la zona dell'alta pianura è caratterizzata dalla presenza di brughiere e praterie di molinia, molto spesso alternate a radi boschi di pino silvestre. La brughiera di Tornavento è probabilmente uno degli ultimi esempi della brughiera che un tempo ricopriva un'ampia porzione dell'alta pianura lombarda. Sempre nella medesima area si trovano anche formazioni forestali di farnia e carpino bianco, nei quali tuttavia, negli ultimi decenni, si sono infiltrati esemplari di una specie esotica americana: la quercia rossa.
Più a valle, da Turbigo a Pavia e alla foce del Ticino nel Po, si trovano i più vasti e meglio conservati boschi di farnia, carpino bianco, pioppo e olmo campestre, generalmente associati al loro originario corredo di specie erbacee e arbustive. In particolare, la Riserva naturale Bosco Siro Negri (di proprietà dell'Università di Pavia) e la Riserva Naturale Bosco Grande conservano ancora le caratteristiche originali dell'antica foresta planiziale come appariva prima dell'avvento dei Romani nella pianura padana. Ben diversa è, invece, la vegetazione presente lungo le rive del fiume e nelle isole che si formano nel suo alveo e lungo i rami laterali del corso d'acqua, dove predominano specie igrofile qualiː il salice, il pioppo e il biancospino.
Un censimento aereo compiuto tra il 2003 e il 2004 ha individuato zone con caratteristiche diverse: 
1. a nord della Malpensa (Somma Lombardo), dove sono presenti colline moreniche, si trovano la farnia, il castagno e il pino slvestre;
2. al centro nord (Magenta, sud della Malpensa) prevalgono la robinia, la farnia e il prunus serotina;
3. al centro (Abbiategrasso), la farnia e il carpino, il pioppo e la robinia;
4. al centro sud (Vigevano), i pioppi e il salice;
5. al sud (Pavia) la maggiore disponibilità di acqua favorisce le specie igrofile: pioppo, ontano e salice, rispetto alla farnia.

La robinia, insieme alla quercia rossa e al prugnolo tardivo, sono considerate esotiche infestanti.
Nel sottobosco si trovano il nocciolo, il biancospino, il caprifoglio.
Tra le fioriture erbacee che si sviluppano all'interno dei boschi e lungo il fiume è possibile annoverare: il campanellino di primavera, l'euforbia, la bugola di Ginevra, la ginestra, la celidonia, l'alliaria, il lampascione, l'enotera.

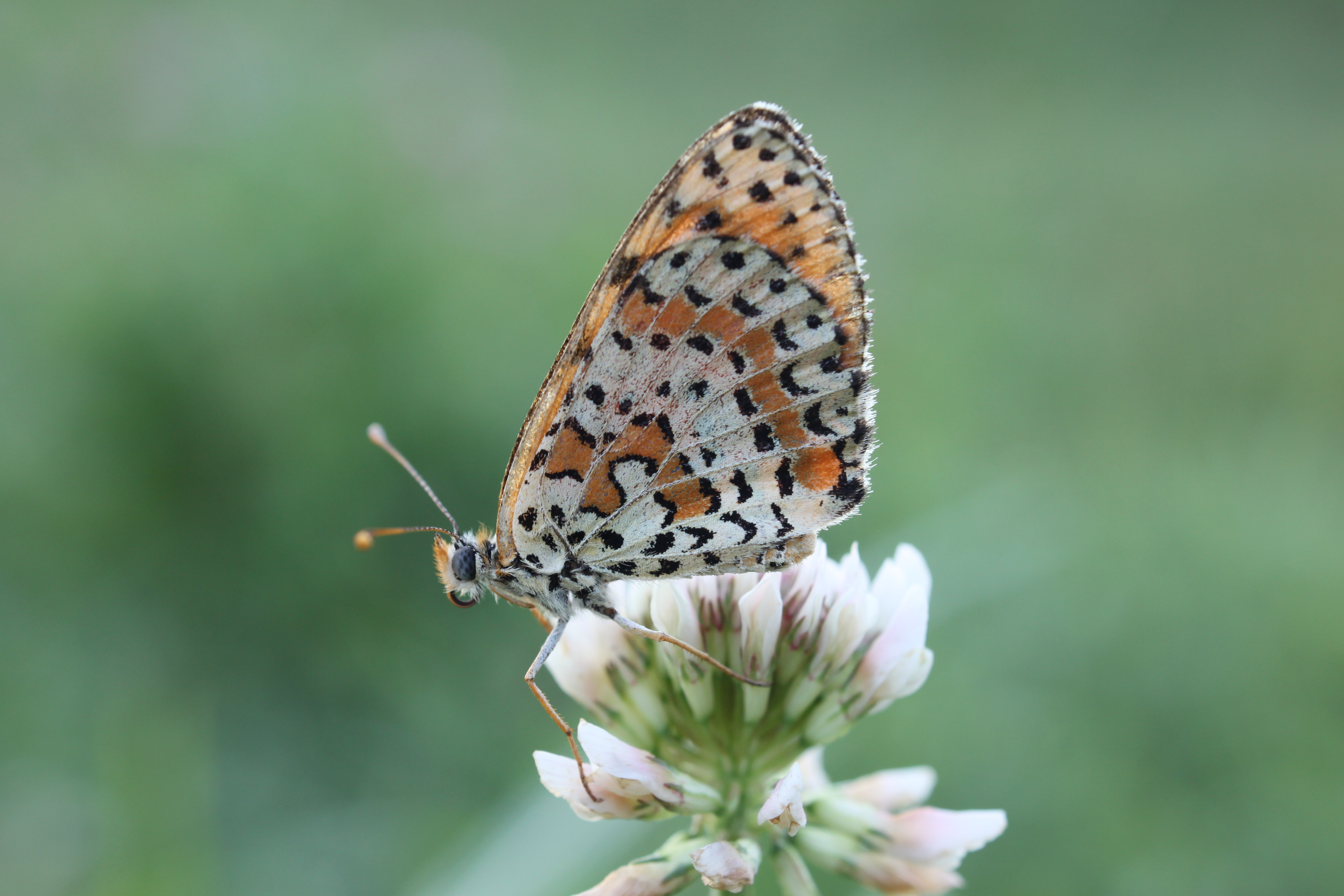
Farfalla fotografata all'interno del parco.
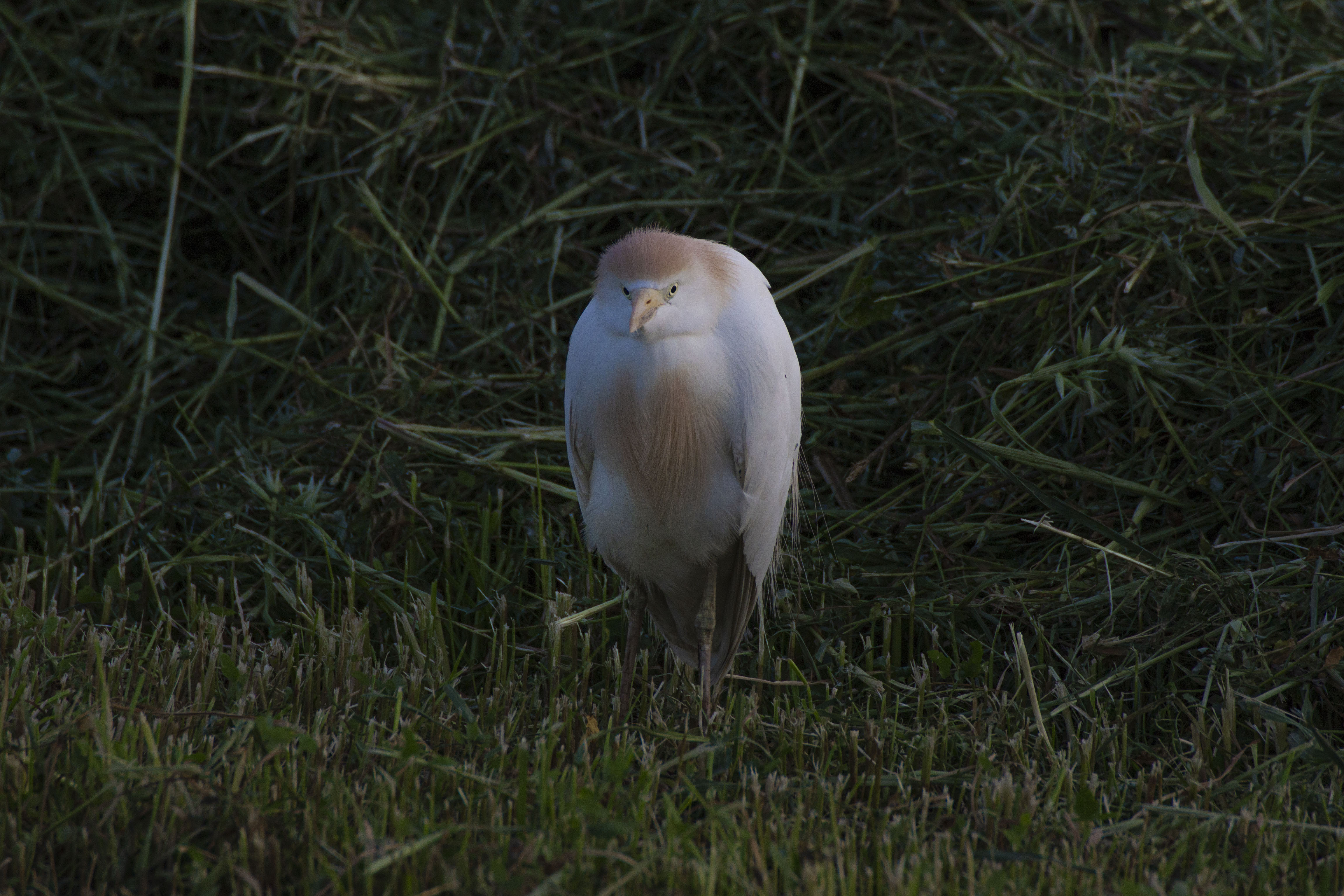
Airone all'interno del parco.
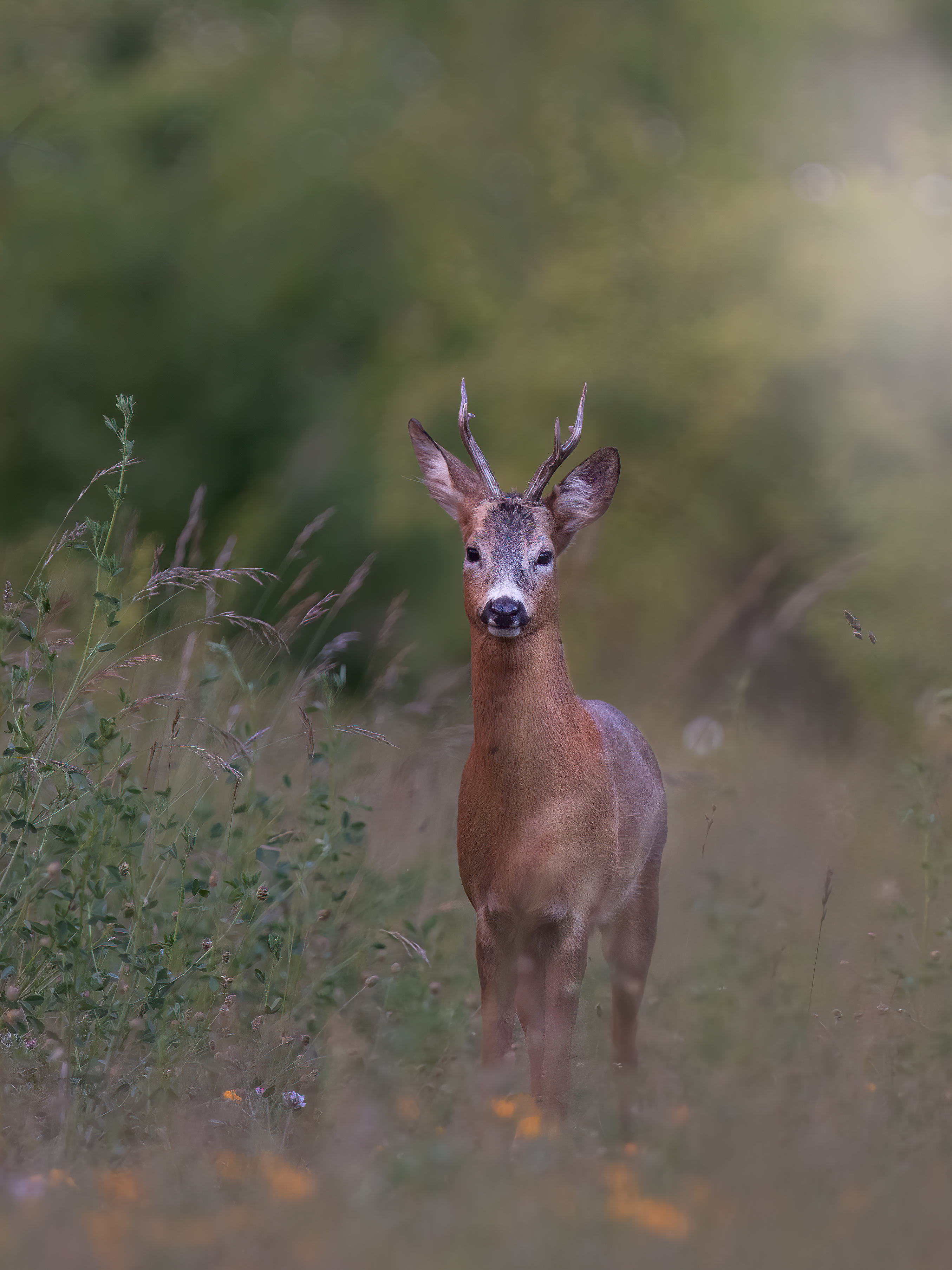
Capriolo.
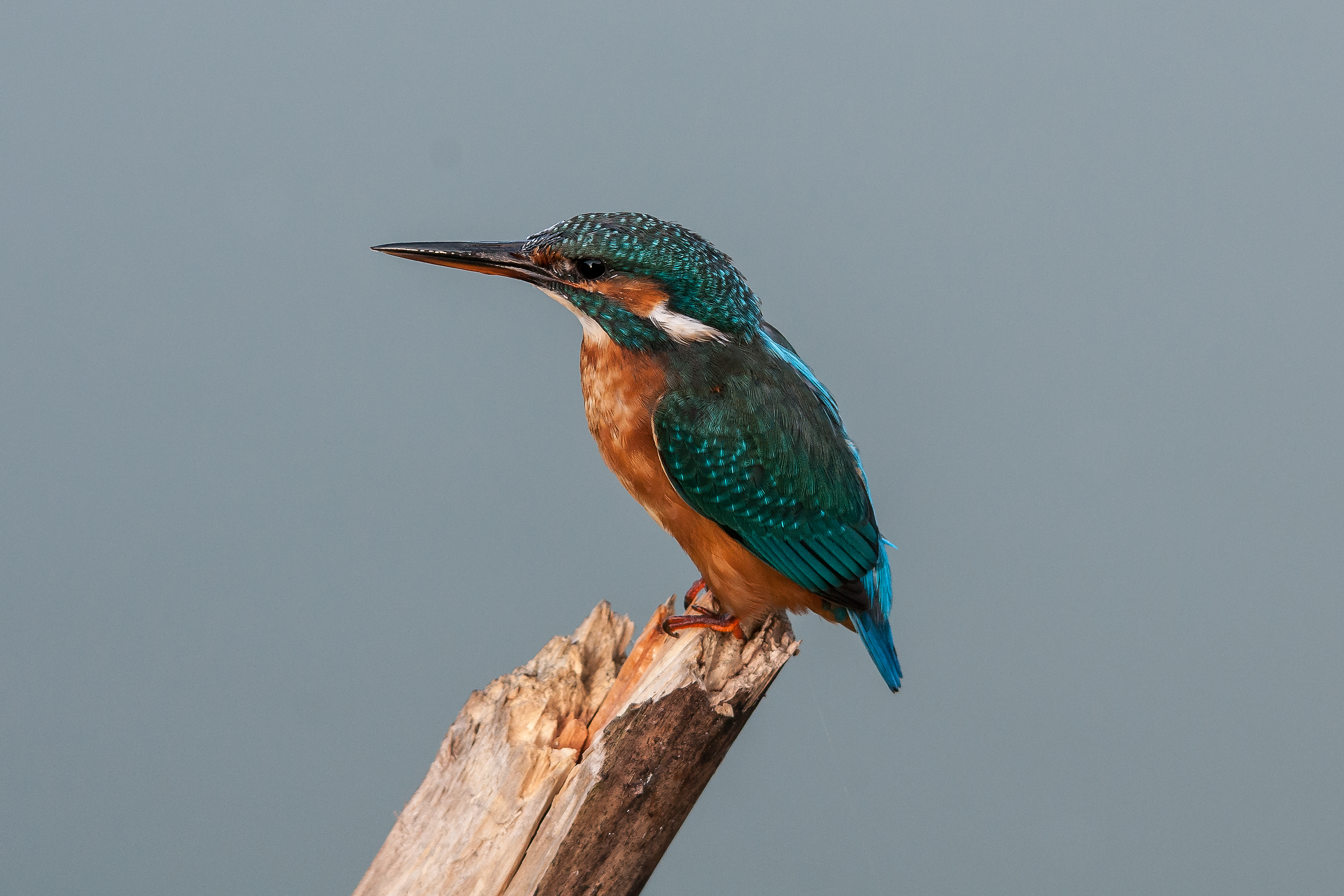
Il martin pescatore, simbolo del parco.

## Fauna

### Mammiferi
Il Parco, grazie all'estrema diversità degli ambienti che lo compongono, è una delle più grandi aree naturali dell'intera pianura padana, tanto che la Valle del Ticino è in grado di ospitare una varietà faunistica di indiscusso valore e interesse. Va ricordato che l'area in cui è inserito il Parco è una delle più urbanizzate, antropizzate e coltivate in Europa, ma nonostante ciò ospita una diversità faunistica molto elevata, ad esempio la sua comunità di Mammiferi è tra le più ricche e diversificate a livello europeo.
Tra i mammiferi si possono osservare volpi, donnole, tassi, puzzole e faine. Nello scorso decennio è comparsa la martora, probabilmente in seguito a processi di dispersione dall'arco alpino. A seguito di reintroduzioni effettuate dall'ente parco, sono ricomparsi i caprioli; altri ungulati, i cinghiali, sono invece presenti a causa di una fuga avvenuta anni fa da un allevamento. Nei boschi sono piuttosto diffusi anche lo scoiattolo e il ghiro.
Tra le specie non molto comuni vi sono anche il coniglio selvatico e la lepre, mentre è diffusa la specie esotica del silvilago o minilepre. Nel 2010 è stata localizzata a Bereguardo un'importante "nursery" di circa 2.000 individui di Myotis emarginatus, un pipistrello il cui status di conservazione in Europa è problematico.
A partire dai primi anni '90 è stato messo in atto un progetto di reintroduzione della lontra, utilizzando esemplari provenienti dall'Inghilterra. Questi erano ritenuti lontre europee (Lutra lutra), ma all'analisi genetica si sono rivelate, in realtà, incroci eurocanadesi. Il progetto di ripopolamento è stato quindi sospeso, ma le lontre continuano comunque a riprodursi nelle lanche del fiume. Da segnalare la comparsa dell'istrice nella parte sud del Parco. Da qualche tempo è ricomparso anche il lupo, avvistato più volte nel territorio del parco grazie al supporto di fototrappole, presenza che, negli ultimi anni, si è fatta sempre più presente anche perché i lupi, come altre specie animali, stanno utilizzando il parco come corridio ecologico per raggiungere, partendo dall'Appennino settentrionale, le Alpi.

### Uccelli
Nel territorio del Parco vi sono 246 specie diverse di uccelli. Tra questi i più numerosi sono gli uccelli acquatici, come la garzetta, l'airone rosso e l'airone cenerino, la sgarza ciuffetto e la nitticora.
Altre specie che frequentano gli specchi d'acqua sono il martin pescatore, il gruccione, la gallinella d'acqua, lo svasso e la folaga. Nelle aree boschive numerose sono le cince, i picchi, compreso il picchio rosso minore, presente solo in pochi siti sul territorio lombardo. Abbondanti anche lo scricciolo, il merlo, il pettirosso, insieme a ghiandaia, cuculo, fringuello, usignolo, storno.
Vi sono anche numerosi predatori, diurni e notturni, come il lodolaio, la poiana, lo sparviero, il gheppio e il falco pellegrino.

### Pesci
Il Ticino è popolato da circa quaranta specie ittiche. Nelle acque del fiume sono presenti le seguenti specie autoctone: alborella, anguilla, barbo canino, barbo comune, bottatrice, carpa, cavedano, cobite comune, cobite mascherato, ghiozzo padano, gobione, lampreda padana, lasca, luccio, panzarolo, persico reale, pigo, sanguinerola, savetta, scardola, scazzone, spinarello, storione cobice, temolo, tinca, triotto, trota marmorata, vairone.
Da qualche decennio sono aumentate anche le specie alloctone: abramide, aspio, barbo europeo, carassio, cobite di stagno orientale, gambusia, lucioperca, persico sole, persico trota, pseudorasbora, rodeo, rutilo, siluro, trota fario, trota iridea.

## Luoghi d'interesse
Oltre a riserve e oasi naturalistiche, tra le architetture presenti all'interno del parco vi sono numerosi esempi di castelli e torri di avvistamento, insieme agli edifici di origine monastica, che costituiscono l'ossatura della presenza religiosa nell'area del Ticino.

### Oasi e riserve gestite
Il visitatore può passeggiare lungo i sentieri nei boschi del parco, ma trova anche strutture e riserve gestite da associazioni che si occupano di tutelare l'ambiente e la fauna ospitata, tra cui la Lega Italiana Protezione Uccelli (LIPU). 
Tra le strutture vi sono:
- il Centro Recupero Fauna Selvatica (C.R.F.S.) LIPU a Ponte Vecchio di Magenta
- la Lanca Ayala, nella zona di Vigevano
- l'Oasi LIPU Bosco del Vignolo nel comune di Garlasco
- il Bosco Grande[25] a Pavia.
- Il Bosco Negri[25] a Pavia, Oasi LIPU Bosco Negri.
- Il parco della Sora[25] a Pavia.
- Il parco della Vernavola a Pavia

### Ponti e sbarramenti
Il Ticino viene attraversato da numerosi ponti ed il suo flusso è modificato da sbarramenti che raccontano il rapporto tra fiume e attività dell'uomo.
Tra i più interessanti:
- lo sbarramento del Panperduto
- il ponte tibetano di Turbigo, sul canale di scolo della centrale idroelettrica
- il "ponte di barche" a Bereguardo
- il ponte coperto di Pavia, che fino al XIX secolo fu l'unico ponte in muratura sul Ticino dal lago Maggiore fino alla sua confluenza nel Po.

### Castelli e fortezze

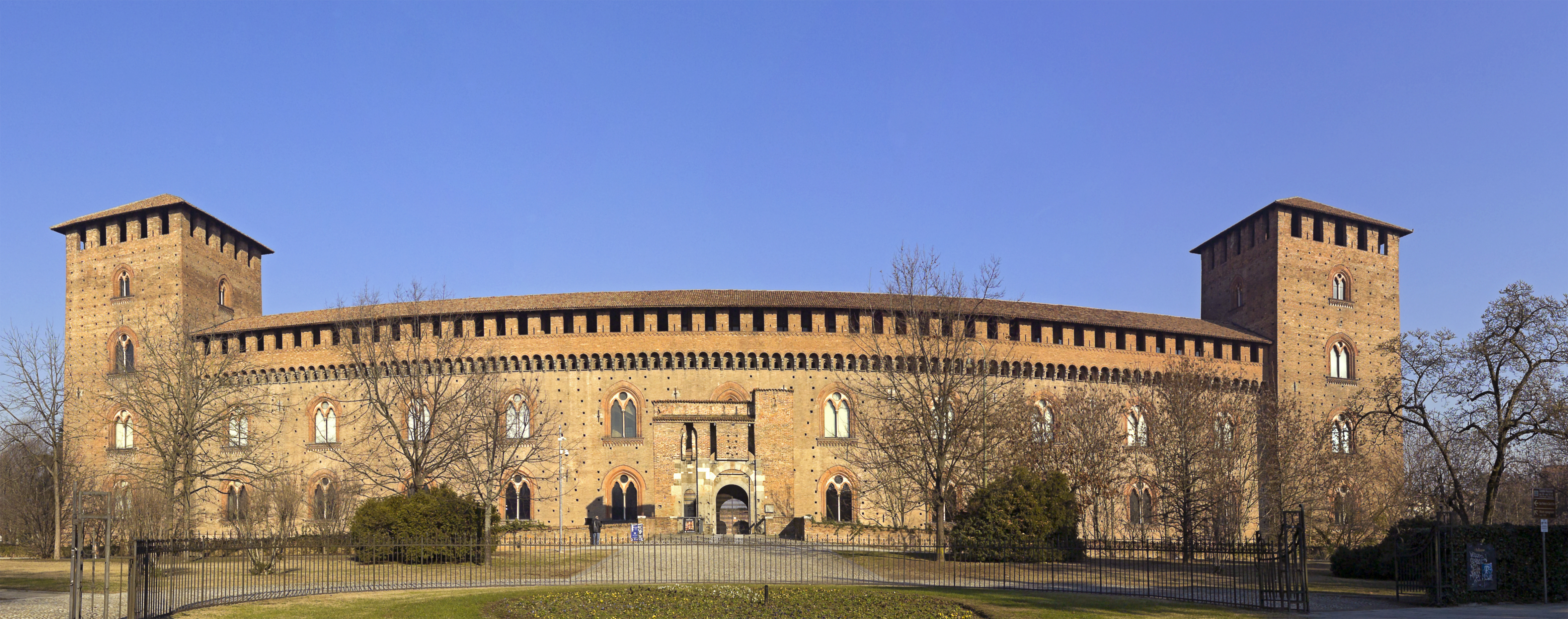
Il castello Visconteo di Pavia

Fra i molti castelli presenti nel territorio del Parco, spiccano tra tutti quelli di Vigevano, Somma Lombardo, Pavia (sede della corte viscontea di Galeazzo II, Gian Galeazzo e, fino al 1413, di Filippo Maria) e di Mirabello; di alcuni si salvano solo pochi resti, è il caso di Vergiate, Besate e Ozzero; altri sono stati talmente rimaneggiati nel corso dei secoli da essere quasi irriconoscibili rispetto alla destinazione originale.

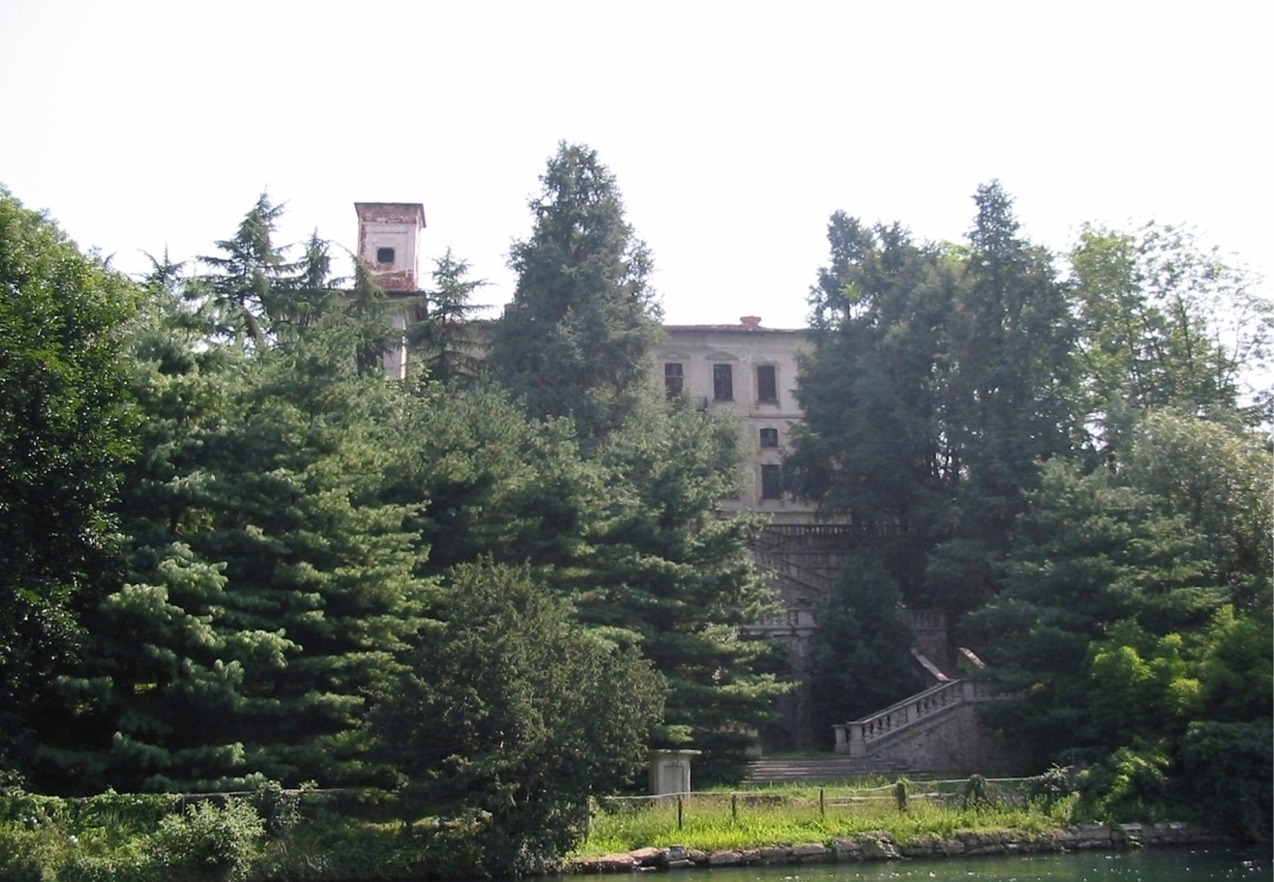
Villa Clerici a Castelletto di Cuggiono

### Le abbazie
Le abbazie di Bernate Ticino e Morimondo sono senza dubbio le più prestigiose. Le origini della canonica di Bernate Ticino risalgono al 1186, con la bolla di papa Urbano III che autorizzava l'insediamento degli agostiniani milanesi al Castrum Brinate, il cui territorio venne direttamente legato alla sede apostolica. La commenda rimase per circa tre secoli ai canonici di Crescenzago, fino a che venne ceduta, da papa Alessandro IV, ad Antonio Stanga i cui eredi la restituirono, nel 1511, alla Congregazione Lateranense. Dopo non importanti vicende la canonica venne soppressa nel 1722, tornando sotto la giurisdizione ordinaria.
L'abbazia di Morimondo invece, fu fondata dai monaci cistercensi, provenienti dalla cittadina francese di Morimond. Particolarmente importante l'opera di bonifica del territorio circostante, operata dai monaci, che insediarono nuove tecniche agricole in un'area bonificata dalle paludi. Attualmente il complesso comprende una chiesa a forma basilicale, a tre navate e con transetto e abside rettangolare, il chiostro, la sala capitolare e una serie di costruzioni, tra le quali l'alloggio dell'abate.
L'intero complesso, in gotico borgognone francese con elementi di romanico lombardo, è costruito con mattoni a vista.

### Le chiese urbane

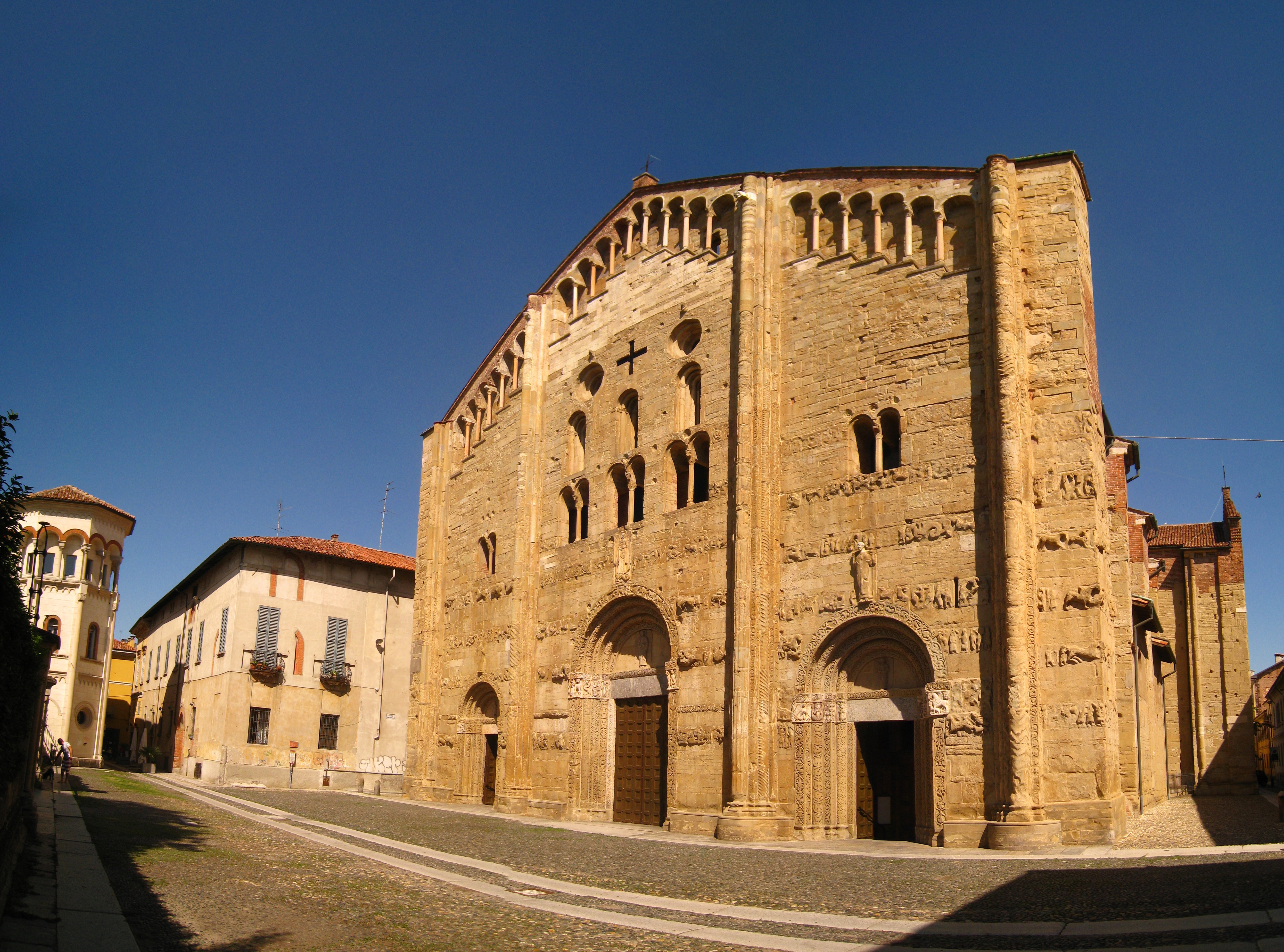
Pavia, la basilica di San Michele Maggiore

Le principali chiese sono nei più popolosi centri del parco: Abbiategrasso, Pavia, Gallarate e Vigevano. Ad Abbiategrasso citiamo la chiesa di Santa Maria Nuova edificata per volere di Galeazzo Maria e dedicata a Maria Nascente per celebrare la nascita del figlio Gian Galeazzo Maria. Alla struttura originaria suddivisa in tre navate coperte da capriate, Bramante, secondo alcuni storici, intorno al 1497, aggiunse un pregevole pronao. Di Pavia, una delle città d'arte più importanti d'Italia, citiamo fra le numerose chiese e basiliche quelle del periodo longobardo, carolingio e ottoniano, quando la città fu capitale del regno longobardo prima e d'Italia poi: la chiesa di San Salvatore, per fare un solo esempio, che risale al 643, e fu mausoleo di diversi re longobardi, come Ariperto I, Cuniperto o Ariperto II, e conserva cicli pittorici rinascimentali realizzati da Bernardino Lanzani. Ma soprattutto per il periodo carolingio, dopo la conquista del regno Longobardo da parte di Carlo Magno, le numerose basiliche di grande valore architettonico che vennero edificate, prima fra tutte quella di San Pietro in ciel d'Oro (sorta nell'VIII secolo), dove si trovano le tombe di re Liutprando, Severino Boezio e l'arca di Sant'Agostino, con il relativo monastero, e quella romanica di San Michele (probabilmente fondate da re Grimoaldo) dove vennero incoronati diversi re d'Italia, tra cui Federico Barbarossa nel 1155, o la gotica chiesa di Santa Maria del Carmine, fatta realizzare da Gian Galeazzo, quella di San Francesco, dove riposa la sua prima moglie: Isabella di Valois, senza dimenticare la rinascimentale chiesa di Santa Maria di Canepanova, opera forse di Giovanni Antonio Amadeo o, addirittura, di Donato Bramante.
Per quanto riguarda Vigevano, altra rinomata città d'arte, non possiamo non citare il Duomo, la cui costruzione prese il via nel 1532 per volere del duca Francesco II Sforza, su una chiesa anteriore al Mille, fu completato solo nel 1612. La originale facciata concava in stile barocco, fu fatta erigere nel 1680 dal vescovo architetto Juan Caramuel a chiusura della rinascimentale piazza Ducale. Sempre a Vigevano ricordiamo le chiese di San Pietro Martire, tra i più rilevanti esempi di gotico lombardo, e di San Francesco. Infine a Gallarate, divenuta capoluogo amministrativo del Contado di Seprio Inferiore nel 1287, il suo unico importante monumento religioso è la chiesa di San Pietro, costruita a partire dal 1150 e molto rimaneggiata nei secoli successivi.

### I Santuari

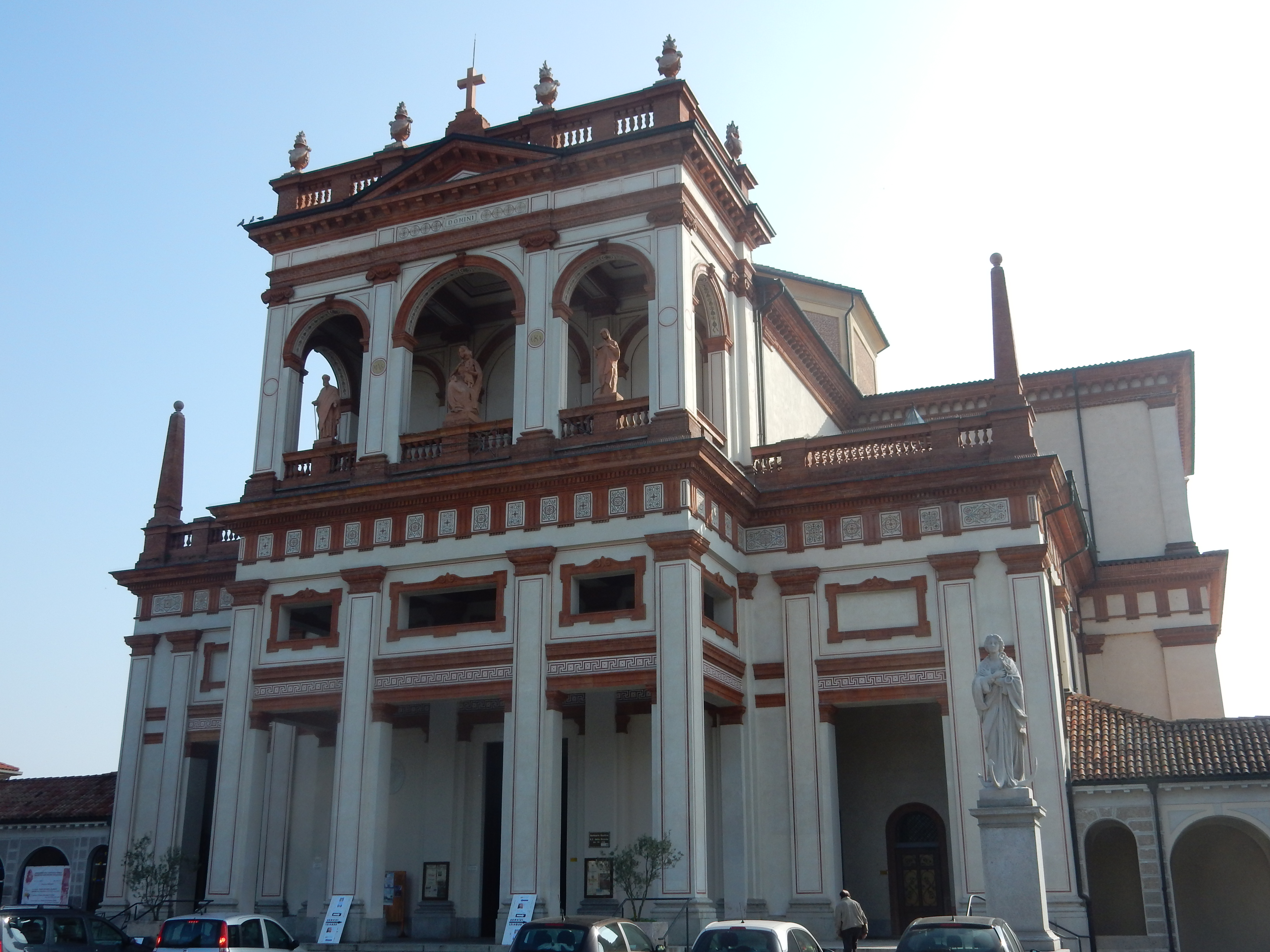
Santuario della Madonna della Bozzola a Garlasco

Due i santuari nel territorio: la Madonna delle Grazie alla frazione Bozzole di Garlasco e la Madonna della Ghianda di Somma Lombardo, entrambi costruiti su luoghi di apparizioni o per documentare eventi miracolosi.